# Reação de Henry
A reação de Henry ou reação nitroaldólica é uma reação do tipo aldólica entre um aldeído ou uma cetona e um nitroalcano primário ou secundário (classicamente nitrometano). O nome deriva de Louis Henry (1834-1913), químico orgânico belga.
A etapa de adição nucleófila é catalisada pelas bases, e pode ser seguida de uma reação de eliminação de uma molécula de água se existe no produto de adição um hidrogênio ácido em α ao grupo nitro, é o caso com nitroalcanos primários. A desidratação é especialmente favorável quando possibilita a conjugação com um grupo arilo em compostos aromáticos. Assim, o produto da reação é um β-nitroálcool ou um nitroalqueno.